# シベニク＝クニン郡

シベニク＝クニン郡
Šibensko-kninska županija
 Шибенско-книнска жупанија

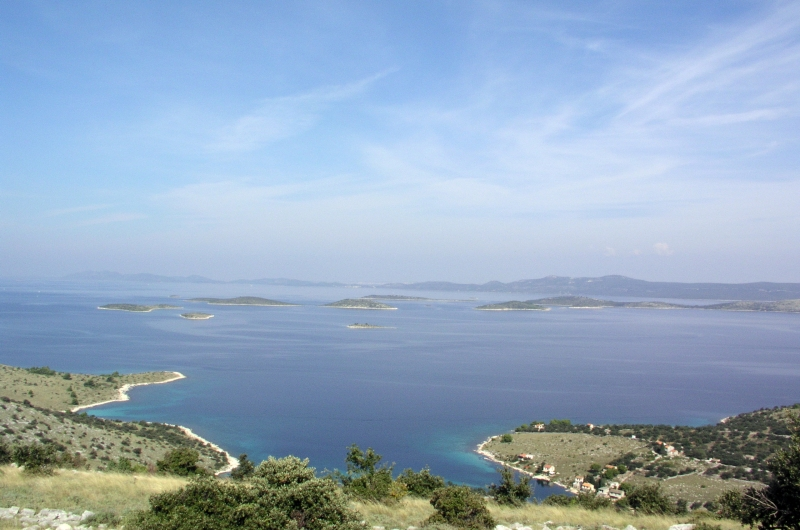
コルナティ島国立公園。

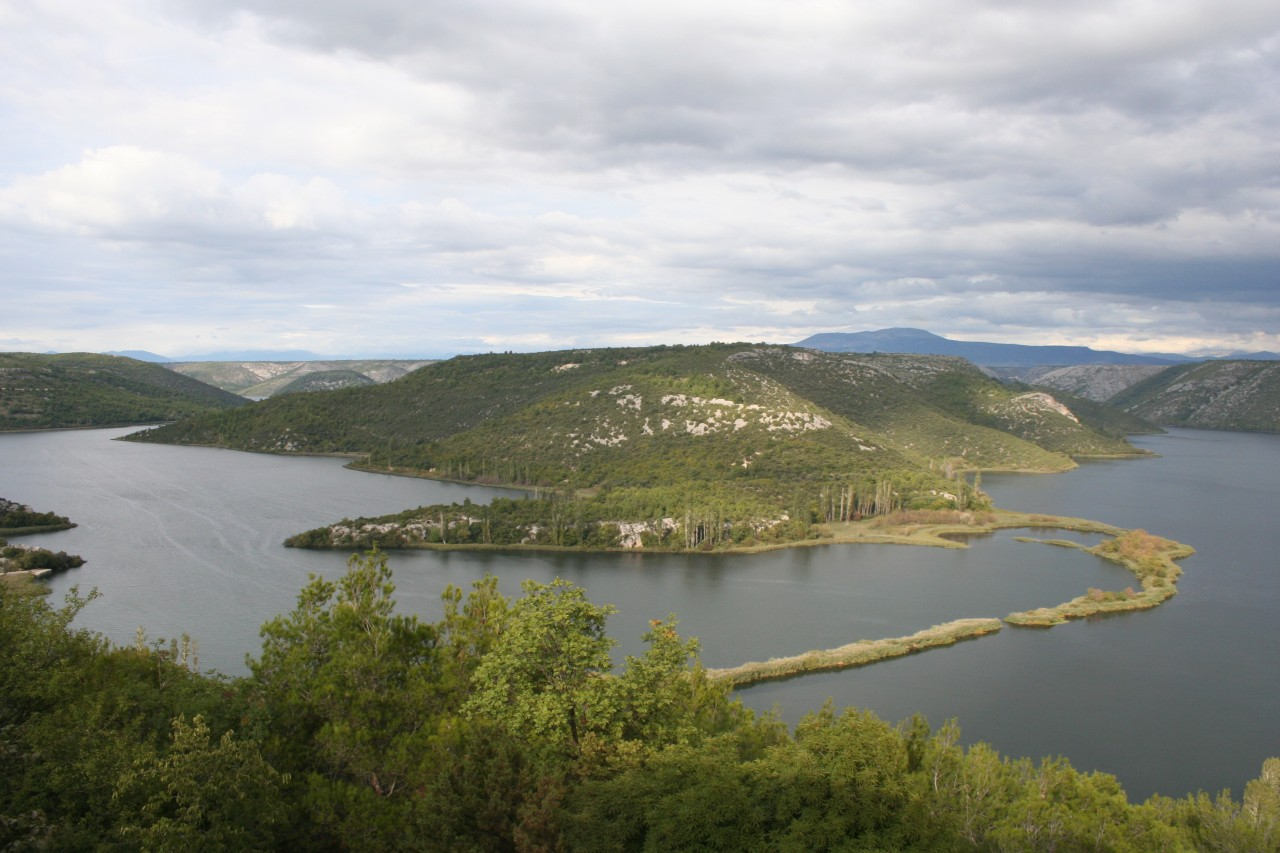
クルカ国立公園。

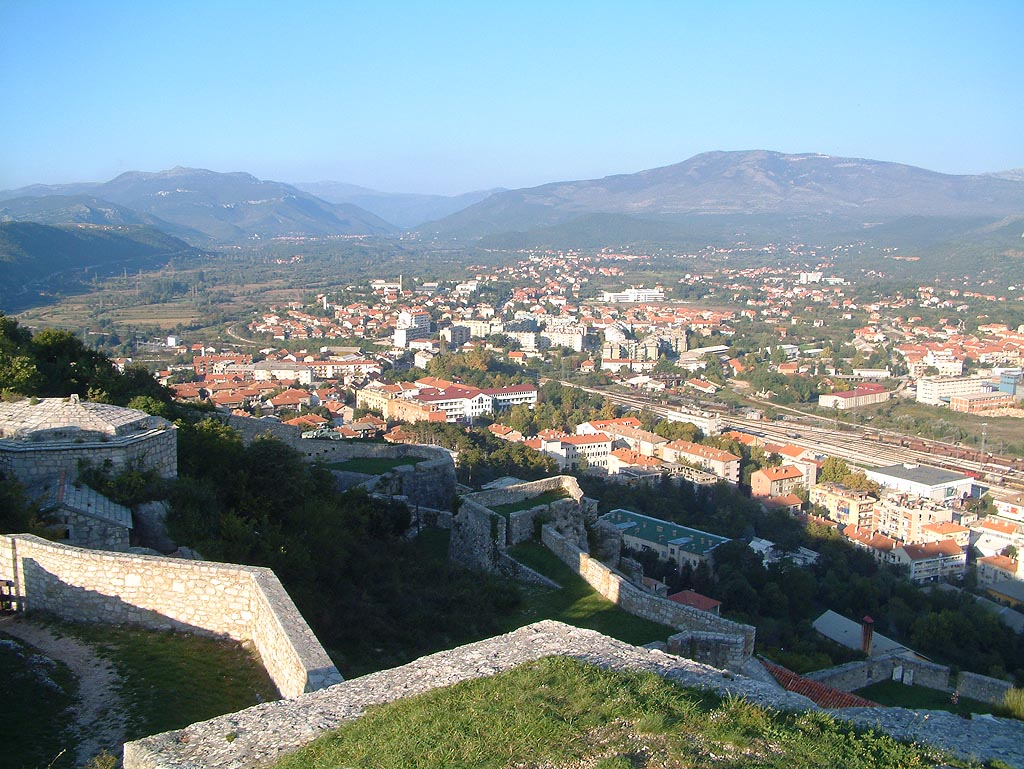
クニン。クロアチア紛争ではセルビア人勢力の拠点となっていた。

シベニク＝クニン郡（シベニク＝クニンぐん、クロアチア語:Šibensko-kninska županija）は、クロアチアのダルマチア地方に位置する郡。郡都はシベニク。シベニクの聖ヤコブ大聖堂は世界遺産に登録されている（ID963）。シベニク沖合の聖ニコラス要塞が「シベニク＝クニン郡の聖ニコラス要塞」として「16世紀から17世紀のヴェネツィアの防衛施設群:スタート・ダ・テッラと西スタート・ダ・マール」の一部として世界遺産に登録されている（ID1533）。
陸地面積は約3000平方キロメートル、人口は10万人弱。郡内には242の島と、クルカ川およびコルナティ島国立公園がある。

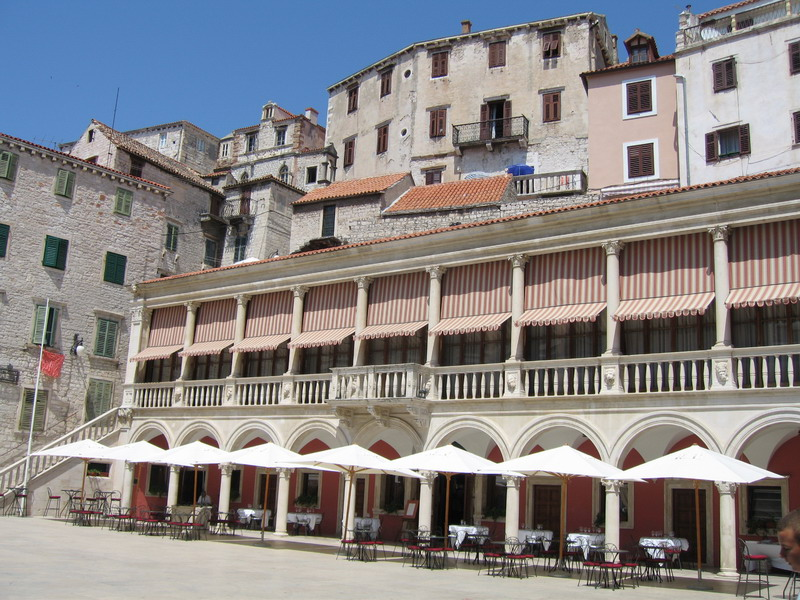
シベニクの旧市役所。これと向かい合って建つシベニクの聖ヤコブ大聖堂は世界遺産に登録されている（ID963）。

## 人口
2001年の国勢調査によると、シベニク＝クニン郡の人口は112,891人であった。クロアチア人はそのうち88.44%を占め、絶対多数となっている
1991年の人口は150,929人であり、うちクロアチア人は61.7%、セルビア人は34.2%であった。

## 自治体
シベニク＝クニン郡は、5の都市（grad）と15のオプチナ（općina）から構成される。都市とオプチナは、ともに郡の下位に属する同じレベルの自治体であるが、一般に都市のほうが規模が大きい。
都市（grad）
- ドルニシュ （Drniš）
- クニン （Knin）
- スクラディン （Skradin）
- シベニク （Šibenik）
- ヴォディツェ （Vodice）

オプチナ（općina）
- ビリツェ （Bilice）
- ツィヴリャネ （Civljane）
- エルヴェニク （Ervenik）
- キイェヴォ （Kijevo）
- キスタニェ （Kistanje）
- プロミナ （Promina）
- ビスクピヤ （Biskupija）
- ピロヴァツ （Pirovac）
- プリモシュテン （Primošten）
- ロゴズニツァ （Rogoznica）
- ルジチ （Ružić）
- トリブニ （Tribunj）
- ティスノ （Tisno）
- ムルテル＝コルナティ （Murter-Kornati）
- ウネシチ （Unešić）

## 郡政府
郡の長官と副長官は以下の通り:
- 長官: ゴラン・パウク（Goran Pauk、クロアチア民主同盟）
- 副長官: ジェリコ・シムナツ（Željko Šimunac、クロアチア民主同盟）
- 副長官: アンテ・タンファラ（Ante Tanfara、クロアチア権利党）

郡議会は41議席あり、議長はクロアチア民主同盟のヨシプ・オダクである。党派別の議席の内訳は以下の通り:
- クロアチア民主同盟 (HDZ) 18
- SDP-HSS-HNS: 9
  - クロアチア社会民主党 (SDP)
  - クロアチア農民党 (HSS)
  - クロアチア人民党 (HNS)
- 独立民主セルビア人党 (SDSS) 6
- クロアチア権利党 (HSP) 6
- DC-HSLS: 2
  - 民主中道 (DC)
  - クロアチア社会自由党 (HSLS)
- クロアチア年金者党 (HSU) 2

## 著名出身者
- ロベルト・アルヴィジ - サッカー選手。プリモシュテン出身。
- ドラジャン・イェルコヴィッチ - サッカー選手。シベニク出身。
- ゴラン・ヴィシュニック - 俳優。シベニク出身。
- ロベルト・デ・ヴィッサーニ - 植物学者。シベニク出身。
- ダリオ・サリッチ - バスケットボール選手。シベニク出身。
- クレシミル・バラノヴィッチ - 作曲家。シベニク出身。
- マクシム・ムルヴィツァ - ピアニスト。シベニク出身。